# سیارک ۶۳۵۸
سیارک ۶۳۵۸ (به انگلیسی: 6358 Chertok، نامگذاری:1977AL1) شش هزار و سیصد و پنجاه و هشتمین سیارک کشف شده‌است که در ۱۳ ژانویه ۱۹۷۷ کشف شد.
قدر مطلق سیارک برابر ۱۲٫۶۰ است.